# Татковци
„Татковци“ е български комедиен сериал, който започва излъчване на 20 септември 2021 г.
Историята проследява живота на четирима бащи с привидно несъвместими характери, но всички с трудности при отглеждането на децата си. Чрез забавни моменти и комедийни ситуации сериала предлага интересен ъгъл на взаимоотношенията „деца – родители“.
Сериалът е лицензиран от „Ваяком Интернешънъл“, адаптация на Dear Daddies.

## Актьори
- Филип Буков – Александър Костов („Алекс“), адвокат, баща на Макс, [3][4]
- Христо Пъдев – Слави Митев собственик на пицария „Бората“ баща на Христо, Никола и Юли, съпруг на Галя, зет на Радо [5][6]
- Павел Иванов – Тодор Балевски, ветеринар, баща на Калина, зет на Ивана, вдовец, дошъл в София от Смолян за да започне нов живот с Кики [7][8]
- Стоян Дойчев – Радослав („Радо“) баща на Боряна и Моника бивш съпруг на Дана, настояш съпруг на Жени, шурей на Слави, брат на Галя, вуйчо на Христо Никола и Юли [9][10]
- Албена Павлова – Ивана – тъща на Тодор, баба на Калина, мрази Тодор, защото мисли че той е виновен за смъртта на дъщеря ѝ
- Глория Петкова – Валерия
- Мария Вълдобрева – Мишето – новата сервитьорка в пицарията на Слави

## Излъчване
| Сезон | Сезон | Епизоди       | Премиера             | Финал               | ТВ Сезон                   | ТВ Канал | Време на излъчване         |
| ----- | ----- | ------------- | -------------------- | ------------------- | -------------------------- | -------- | -------------------------- |
|       | 1 2   | 65            | 20 септември 2021 г. | 17 декември 2021 г. | 2021 (есен)                | bTV      | всеки делничен ден (18:00) |
| 35    | 1 2   | 6 юни 2022 г. | 29 юли 2022 г.       | 2022 (лято)         | всеки делничен ден (21:00) | bTV      |                            |